# Domenico Adelasio

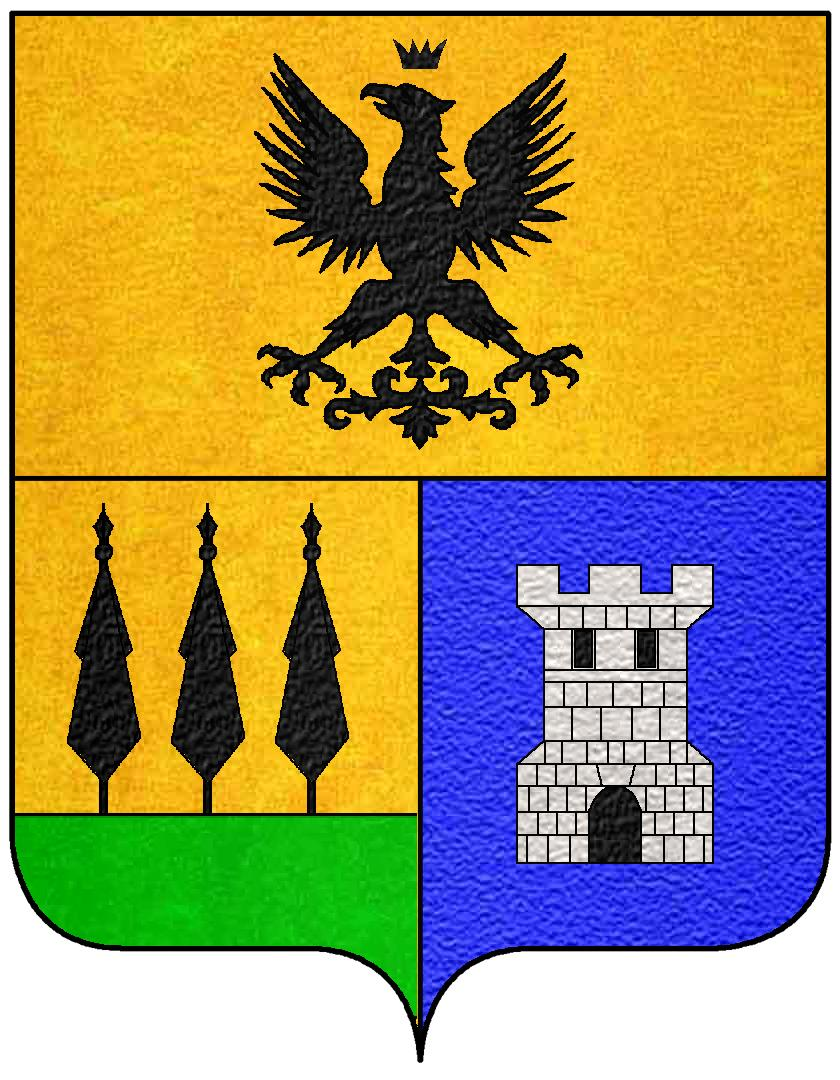
Stemma Adelasio

Domenico Adelasio (Bergamo, 1495 circa – Bologna, dopo 7 settembre 1555) è stato un religioso italiano.

## Biografia
Originario di Bergamo, da una famiglia appartenente alla nobiltà locale. 
Entrò nell'ordine domenicano e dal 1536 al 1554 ricoprì la carica di inquisitore della diocesi di Bergamo. Negli anni 1540-1542 fu anche priore del convento di Modena, periodo durante il quale svolse anche funzioni inquisitoriali nella diocesi modenese, sostituendo l'inquisitore di Ferrara, Tommaso Maria Beccadelli. 
Dopo il ritorno a Bergamo, ebbe un ruolo di primo piano nel procedimento inquisitorio condotto dalla Curia romana contro il vescovo di Bergamo, Vittore Soranzo, sospettato di simpatie filoluterane e costretto infine ad abiurare nel 1554. Anche dopo la riconciliazione di Soranzo con Roma, Domenico Adelasio rimase suo avversario e raccolse prove contro di lui. Questa attività incontrò tuttavia l'opposizione delle autorità della Repubblica di Venezia, che sostenevano fermamente il vescovo. 
Nel novembre del 1554, Adelasio fu arrestato e condotto a Venezia. Nel maggio dell'anno successivo fu liberato dal carcere, ma con l'ordine di lasciare per sempre il territorio della Repubblica. Adelasio fu quindi sostituito nell'ufficio di inquisitore di Bergamo da Domenico de Caprino e si recò a Bologna. Nell'agosto del 1555, fu interrogato dal domenicano Tommaso Scotti da Vigevano, vice commissario generale dell'Inquisizione romana, sulle opinioni religiose del cardinale Giovanni Girolamo Morone, che era stato vescovo di Modena dal 1529 al 1550. 
Dopo la conclusione degli interrogatori, Domenico Adelasio rimase in corrispondenza con Tommaso Scotti; la sua lettera a lui, datata Bologna il 7 settembre 1555, è l'ultima menzione documentata di lui che ci è pervenuta.